# M-95 Degman
O M-95 Degman é um protótipo de tanque de guerra croata, desenvolvido na fábrica Đuro Đaković SPECIJALNA dd vozila, localizado em Slavonski Brod, Croácia. É também conhecido como o RH-ALAN Degman. A fábrica Đuro Đaković é mais conhecido por seu papel principal na produção do M-84, uma versão antiga do T-72 soviético produzidos sob licença.

## Descrição
M-95 Degman representa um novo desenvolvimento no M-84.
A principal melhoria sobre o M-84 é uma aplicação de blindagem reativa explosiva na torre, na frente do casco e saias laterais, que  oferecem mais proteção contra munições de carga HEAT.
Đuro Đaković oferece imagens térmicas opcional, o que permitiria atividade noturna melhorada e um motor opcional de 1200hp (890 kW), o que elevaria a potência de peso de cerca de 27cv / t. Há também inúmeras pequenas mudanças no controle de incêndio, equipamentos de comunicação etc, o Degman tem também um carregador automatico 15% mais rápido que carrega 9 disparos por minuto ao invés de 8 disparos por minuto do M-84.
O M-95 Degman ainda não entrou em produção em série, no entanto, dois protótipos foram encomendados pelo governo croata, um modelo M-95 e o M-84D e outra amostra (para exportação).
Đuro Đaković vai produzir a versão de exportação do M-84D (para o Kuwait e outros potenciais compradores), essencialmente, um M-84A4 com melhoramentos significativos. O M-95 e muito superior ao modelo M-84. A principal melhoria do Degman ao seu antecessor é uma aplicação do novo pacote de blindagem. Blocos de blindagem reativa explosiva são montados sobre a composição original / armadura de aço.
O veículo está equipado com um canhão de 125 mm de alma lisa, completada com recarga automática da peça. Essa arma é feita na Croácia e é ligeiramente melhor em comparação com as 125 mm Soviética do tanque T-72.
O M-95 Degman tem uma taxa de incêndio em 8 tiros por minuto
e dispara três tipos de munição, incluindo AP-FSDs, calor e HE projéteis. Seu recarregador  automático dispara 22 projeteis, enquanto o resto são armazenados no compartimento de combate.
Armamento secundário consiste de uma metralhadora 7,62 mm coaxial e uma metralhadora MG calibre 12,7 mm montada em cima da torre.
Este tanque também tem uma série de mudanças no sistema de segurança contra incêndios, sensores, dispositivos de observação, visão noturna e equipamentos de comunicações, sistema de posicionamento e assim por diante. Veículo tem uma tripulação de três pessoas, incluindo o comandante, artilheiro e motorista.
O M-95 Degman tanque de batalha principal é alimentado por um motor a diesel turboalimentado, o desenvolvimento de 1000cv. Há um opcional de 1200hp,os M-84Ds são mais pesados do que o M-95. O veículo está equipado com um auto-blade enraizar.
A Croácia tem planos para atualizar sua frota de M-84 para a o padrão M-84D. É possível que o M-95 vai ser melhorado no futuro. Em 2007, Kuwait esteve a negociar com a Croácia a atualização de 150 de seus M-84 e a compra de outros 66 veículos.